# Himno Coahuilense
El Himno Coahuilense es el himno del Estado de Coahuila, México. Fue compuesto por José Luis Ulloa Pedroza en 2002 y declarado oficial en 2003. Está integrado por un coro y tres estrofas. Es uno de los dos símbolos de identidad del estado, junto al escudo del estado.

## Historia
En 2002 el gobernador de Coahuila, Enrique Martínez y Martínez, convocó al concurso «El Himno Coahuilense» para crear un himno para el estado de Coahuila. El 11 de septiembre de 2002 se declaró ganadora a la composición presentada por José Luis Ulloa Pedroza, músico graduado de la Escuela Superior de Música de la Universidad Autónoma de Coahuila y director de la Banda de Música de Coahuila. El himno fue presentado formalmente el 15 de mayo de 2003.
El uso del Himno Coahuilense quedó reglamentado por la Ley Sobre el Escudo de Coahuila y el Himno Coahuilense, promulgada el 20 de mayo de 2005. La ley establece que el himno deberá ser enseñado en todas las instituciones de educación básica del estado. La ley también exige que éste sea interpretado en todos los actos públicos celebrados en el estado, después de la ejecución del Himno Nacional y contempla sanciones para quienes modifiquen la composición del himno.

## Letra
I

Hoy rendimos un tributo a Coahuila

con orgullo nuestras voces se unirán

y al cantar a la grandeza de esta tierra

alma, voz y corazones vibrarán.

Oh Coahuila mi tierra tan querida

he venido hoy con júbilo a exaltar

las virtudes infinitas de este suelo

que es ejemplo de trabajo y dignidad.

Coro

Es Coahuila una tierra bendita

de carácter tenaz y ejemplar

que orgullosos sus hijos proclaman

bello estado triunfante, inmortal.

Es Coahuila una tierra bendita

de carácter tenaz y ejemplar

que orgullosos sus hijos proclaman

bello estado triunfante, inmortal.

II

Al mirar su desierto y sus montañas

escenario del esfuerzo creador

surge el nombre de los hombres y mujeres

que forjaron con valor esta nación

Son tus hijos gran orgullo de esta patria

que nos dieron con su vida libertad

un ejemplo de este pueblo infatigable

con estirpe de nobleza y de lealtad.

Coro

Es Coahuila una tierra bendita

de carácter tenaz y ejemplar

que orgullosos sus hijos proclaman

bello estado triunfante, inmortal.

Es Coahuila una tierra bendita

de carácter tenaz y ejemplar

que orgullosos sus hijos proclaman

bello estado triunfante, inmortal.

III

Demostremos decididos que en Coahuila

con pasión por esta senda al transitar

cada paso engrandece nuestra historia

como herencia de paz y de unidad.

Coahuilenses hoy unamos nuestras voces

entonemos nuestro canto con fervor

y vivamos siempre en aras de armonía

trabajando por un México mejor.

Coro

Es Coahuila una tierra bendita

de carácter tenaz y ejemplar

que orgullosos sus hijos proclaman

bello estado triunfante, inmortal.

Es Coahuila una tierra bendita

de carácter tenaz y ejemplar

que orgullosos sus hijos proclaman

bello estado triunfante, inmortal.
José Luis Ulloa Pedroza, 2002.